# Cescau, Ariège

Cescau este o comună în departamentul Ariège din sudul Franței. În 1 ianuarie 2022 avea o populație de 162 de locuitori.